# Bataille de Santa Marta
Guerre de Succession d'Espagne
Batailles
Campagnes de Flandre et du Rhin
- Landau (1702)
- Friedlingen (1702)
- Kehl (1703)
- Ekeren (1703)
- Höchstädt (1703)
- Spire (1703)
- Schellenberg (Donauworth) (1704)
- Blenheim (1704)
- Landau (1704)
- Vieux-Brisach (1704)
- Eliksem (1705)
- Ramillies (1706)
- Stollhofen (1707)
- Cap Béveziers (1707)
- Cap Lizard (1707)
- Audenarde (1708)
- Wynendaele (1708)
- Lille (1708)
- Gand (1708)
- Malplaquet (1709)
- Douai (1710)
- Bouchain (1711)
- Denain (1712)
- Bouchain (1712)
- Douai (1712)
- Landau (1713)
- Fribourg (1713)

Campagnes d'Italie
- Carpi (1701)
- Chiari (1701)
- Crémone (1702)
- Luzzara (1702)
- Verceil (1704)
- Cassano (1705)
- Nice (1705-1706)
- Calcinato (1706)
- Turin (1706)
- Castiglione (1706)
- Toulon (1707)
- Gaeta (1707)
- Cesana (1708)
- Syracuse (1710)

Campagnes d'Espagne et de Portugal
- Cadix (1702)
- Vigo (navale 1702)
- Cap de la Roque (1703)
- Gibraltar (août 1704)
- Ceuta (1704) (es)
- Málaga (1704)
- Gibraltar (1704-1705)
- Marbella (1705)
- Montjuïc (1705)
- Barcelone (1705)
- Badajoz (1705)
- Barcelone (1706)
- Murcie (1706) (es)
- El Albujón (1706) (es)
- Santa Cruz de Ténérife (1706) (en)
- Almansa (1707)
- Xàtiva (1707)
- Ciudad Rodrigo (1707) (en)
- Lérida (1707)
- Tortosa (1708)
- Minorque (1708)
- Gudiña (1709)
- Almenar (1710)
- Saragosse (1710)
- Brihuega (1710)
- Villaviciosa (1710)
- Barcelone (1713-1714)

Campagnes de Hongrie
- Saint-Gotthard (1703) (en)
- Biskupice (1704) (en)
- Smolenice (1704) (en)
- Koroncó (1704) (en)
- Zsibó (1705) (en)
- Saint-Gotthard (1705) (en)
- Trenčín (1708) (en)

Antilles et Amérique du sud
- Santa Marta (1702)
- Guadeloupe (1703)
- Nassau (1703)
- Colonia del Sacramento (1704)
- Carthagène (1708)
- Rio (1710)
- Carthagène (1711)
- Rio (1711)
- Cassard (1712)

La bataille de Santa Marta (anglais : Action of August 1702) est une bataille navale qui prit place entre le 19 et le 25 août 1702 du calendrier julien entre une escadre anglaise commandée par le vice-amiral John Benbow et une escadre française commandée par Jean-Baptiste du Casse, pendant la guerre de Succession d'Espagne. Benbow, conformément à ses ordres, attaque l'escadre française, mais après plusieurs jours de poursuite et face au refus de la plupart de ses capitaines de poursuive la chasse, il est contraint de laisser du Casse s'échapper. Benbow perd une jambe pendant le combat et meurt des suites de cette blessure mal guérie deux mois plus tard. Deux de ses capitaines seront jugés pour trahison et exécutés, un troisième meurt avant d'être jugé et un quatrième est pardonné par la Reine.
La détermination de Benbow à poursuivre la flotte française, dans ce qui devait être son dernier combat, lui assure une grande popularité. Ce combat inspirera un certain nombre de ballades, intitulées Admiral Benbow ou Brave Benbow, très populaires parmi les marins britanniques du XVIIIe siècle.

## Contexte et prélude au combat
Dans les premiers jours de la guerre de Succession d'Espagne, Benbow est envoyé dans les Indes occidentales avec une petite escadre, avec pour mission de protéger une flotte de galions espagnols remplis d'argent dont le gouvernement britannique craignait que les Français ne cherchent à s'emparer pour financer leur effort de guerre. Du Casse est envoyé à Carthagène des Indes (en actuelle Colombie) avec une escadre pour s'assurer de son allégeance au roi Philippe V. Benbow se met à la recherche de la flotte française afin de l'intercepter.

## Déroulement de la bataille
Le 19 août 1702, l'escadre de Benbow rencontre la flotte française sur la côte de Colombie, au large de Santa Marta, à l'est de l'embouchure du río Magdalena. Supérieur en nombre, il ordonne à ses capitaines d'engager le combat, mais leur ordre dispersé et la faiblesse du vent les empêchent alors de se regrouper. Le HMS Defiance et le HMS Windsor étant loin derrière, Benbow leur ordonne de se rapprocher afin de lancer le combat, mais les capitaines de ces deux navires semblent peu enclins à exécuter ces ordres et font tout pour en retarder l'exécution. Benbow pensait attendre le Defiance ; mais le Falmouth engage les hostilités en attaquant la frégate française, et le Windsor un vaisseau français, à quatre heures de l'après-midi. Le HMS Breda se joint au combat, mais le Defiance et le Windsor quittent la ligne de bataille après quelques bordées abandonnant le Breda sous le feu de toute l'escadre française, la bataille continue ainsi jusqu'à la tombée de la nuit. Le Breda et le Ruby poursuivent les Français toute la nuit, alors que le reste de l'escadre reste à distance.
La poursuite continue le 20 août, le Breda et le Ruby tirant par intermittence. Le combat reprend dans la matinée du 21 août, le Ruby est gravement endommagé ; le Defiance et le Windsor refusant le combat, alors même que les vaisseaux français étaient à portée de canons. Le Greenwich se trouve alors à cinq lieues de distance du combat. Le 22 août, le Breda capture la galère Anne, un bâtiment anglais qui avait été capturé par les Français, et le Ruby est si endommagé qu'il reçoit l’ordre de rentrer à Port Royal, Kingston (Jamaïque).
Dans la nuit du 24 août, Benbow attaque un vaisseau français seul et il a la jambe brisée par un boulet double au cours du combat. Le capitaine du pavillon Fogg ordonne aux autres capitaines de l'escadre de garder la ligne de bataille, en guise de réponse, le capitaine Kirkby du Defiance vient à bord du navire amiral et essaye de la convaincre de cesser la chasse. Benbow convoque un conseil de guerre et les autres capitaines tombent d'accord, signant un papier rédigé par Kirkby déclarant qu'ils pensaient que « après six jours de bataille l'escadre manque d'hommes pour continuer et que les chances qu'un combat décisif ait lieu sont faibles, les hommes étant exténués, que les munitions faisaient généralement défaut, que les coques et les mâts des navires étaient sévèrement endommagés, et que les vents étaient généralement variables et peu fiables. » Ils proposent alors de mettre un terme à la chasse et de suivre les Français pour voir si une situation plus favorable se présenterait. À ce moment-là Benbow, « ayant constaté leur comportement lâche auparavant, avait des raisons de croire que soit ils avaient de mauvaises intentions à son égard soit ils étaient prêts à trahir leur pays si les circonstances faisaient que les Français étaient en mesure de détruire l'Amiral, », ordonne à l'escadre de rentrer à la Jamaïque.

## Conséquences
Benbow reçoit une lettre de Du Casse à l'issue du combat :
Telles étaient ses intentions puisque dès son arrivée à la Jamaïque, il demande l'incarcération des capitaines, dans l'attente d'un jugement par une cour martiale. Les capitaines Kirkby et Wade sont déclarés coupables de lâcheté et condamnés à être fusillés ; Wade est accusé d'ivrognerie pendant la durée du combat. Le capitaine Constable est blanchi des accusations de lâcheté, mais condamné pour d'autres motifs il est rayé des listes de la Navy. Le capitaine Hudson meurt avant d'avoir pu être jugé. Les capitaines Fogg et Vincent sont accusés d'avoir signé le document présenté par Kirkby mais ils parviennent à convaincre la cour qu'ils ont agi ainsi afin de convaincre la capitaine Kirkby de ne pas déserter ; Benbow témoigne en leur faveur, ils sont suspendus à titre temporaire.
Benbow doit subir une amputation ; mais la blessure guérit mal et il est atteint par la fièvre, affecté par la désertion de ses capitaines, il décède le 4 novembre 1702. Kirkby, Wade et Constable sont envoyés à Plymouth à bord du HMS Bristol, où leurs condamnations sont confirmées par le Lord High Admiral, le Prince George de Danemark. Kirkby et Wade sont fusillés à bord du Bristol le 16 avril 1703. Constable sera gracié l'année suivante. Fogg et Vincent reçoivent l'autorisation de reprendre du service.

## Forces en présence
| Quatre vaisseaux de ligne : - Heureux, 70, pavillon de Jean-Baptiste du Casse, capitaine Bennet - Agréable, 56, capitaine de Roussy - Phénix, 50, capitaine de Poudens - Apollon, 50, capitaine de Demuin - Prince de Frise, 56 Lieutenant de Saint-André - Un transport - Quatre sloops |  | Sept vaisseaux de ligne, : - HMS Breda, 70, 460 h., Captain Christopher Fogg (vaisseau amiral) - HMS Defiance, 64, 445 h., Captain Richard Kirkby (en) - HMS Greenwich, 54, 280 h., Captain Cooper Wade - HMS Ruby, 48, 230 h., Captain George Walton - HMS Pendennis, 48, 230 h., Captain Thomas Hudson - HMS Windsor, 48, 340 h., Captain John Constable - HMS Falmouth, 48, 230 h., Captain Samuel Vincent |

### Sources et bibliographie
- (en) Cet article est partiellement ou en totalité issu de l’article de Wikipédia en anglais intitulé « Action of August 1702 » (voir la liste des auteurs).
- (en) William Laird Clowes, Clements Robert Markham et Alfred Thayer Mahan, The Royal Navy, vol. II, University of Michigan, Sampson Low, Marston and Co, 1898 (ISBN 1-86176-017-5).
- (en) David Marley, Wars of the Americas : A Chronology of Armed Conflict in the New World, 1492 to the Present, ABC-CLIO, 1er août 1998, 722 p. (ISBN 978-0-87436-837-6, lire en ligne), p. 222.
- (en) Henry Colin Gray Matthew et Brian Howard Harrison, Oxford dictionary of national biography, vol. V, Oxford University Press, 2004 (ISBN 0-19-280089-2).
- Jean Meyer et Martine Acerra, Histoire de la marine française : des origines à nos jours, Rennes, Ouest-France, 1994, 427 p. [détail de l’édition] (ISBN 2-7373-1129-2, BNF 35734655).
- Michel Vergé-Franceschi (dir.), Dictionnaire d'Histoire maritime, éditions Robert Laffont, coll. « Bouquins », 2002 (ISBN 2-221-08751-8).
- Étienne Taillemite, Dictionnaire des marins français, Paris, éditions Tallandier, 2002, 573 p. (ISBN 2-84734-008-4).
- Alain Boulaire, La Marine française : De la Royale de Richelieu aux missions d'aujourd'hui, Quimper, éditions Palantines, 2011, 383 p. (ISBN 978-2-35678-056-0).
- Rémi Monaque, Une histoire de la marine de guerre française, Paris, éditions Perrin, 2016, 526 p. (ISBN 978-2-262-03715-4).
- Guy Le Moing, Les 600 plus grandes batailles navales de l'Histoire, Rennes, Marines Éditions, mai 2011, 620 p. (ISBN 978-2-35743-077-8).
- Onésime Troude, Batailles navales de la France, t. 1, Paris, Challamel aîné, 1867-1868, 453 p. (lire en ligne).
- Charles La Roncière, Histoire de la Marine française : La Guerre de Trente Ans, Colbert, t. 5, Paris, Plon, 1920, 822 p. (lire en ligne).
- Charles La Roncière, Histoire de la Marine française : La crépuscule du Grand règne, l’apogée de la Guerre de Course, t. 6, Paris, Plon, 1932, 674 p. (lire en ligne).